# لئون چولگوش
لئون فرانک چولگوش (به لهستانی:  Czołgosz), (۱۸۷۳ – ۲۹ اکتبر ۱۹۰۱) کارگر سابق فولادسازی و آنارشیست آمریکایی بود که ویلیام مک‌کینلی، بیست و پنجمین رئیس‌جمهور ایالات متحده آمریکا را ترور کرد.

## اعدام
لئون چولگوش، قاتل ویلیام مک‌کینلی، در ۲۹ اکتبر ۱۹۰۱ در زندان آبورم، با صندلی الکتریکی اعدام و جسد وی، به داخل اسید سولفوریک انداخته شد.

## نگارخانه

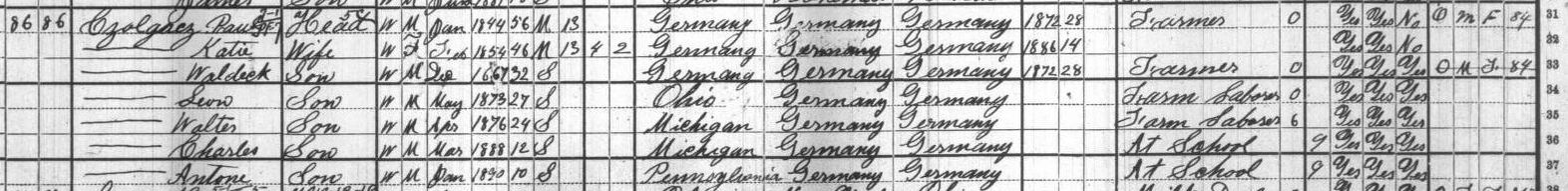
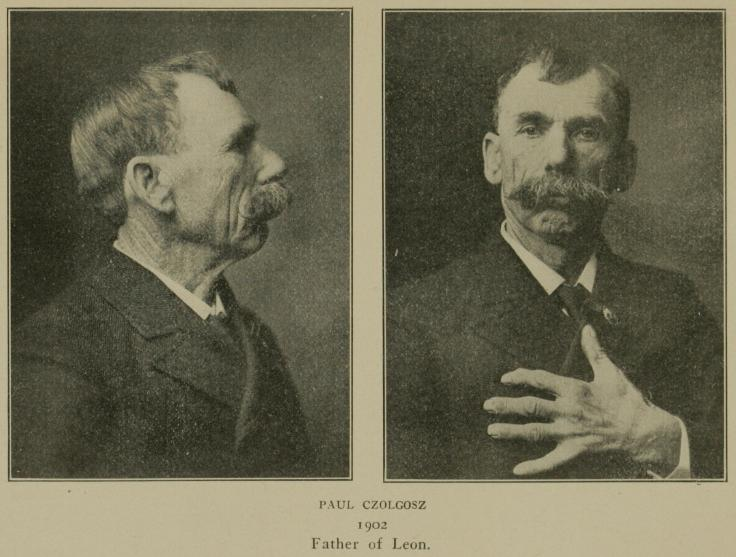
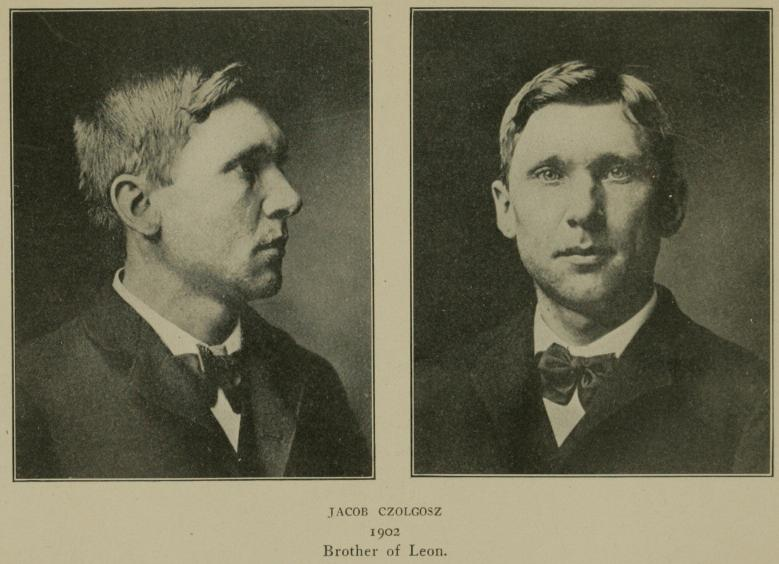
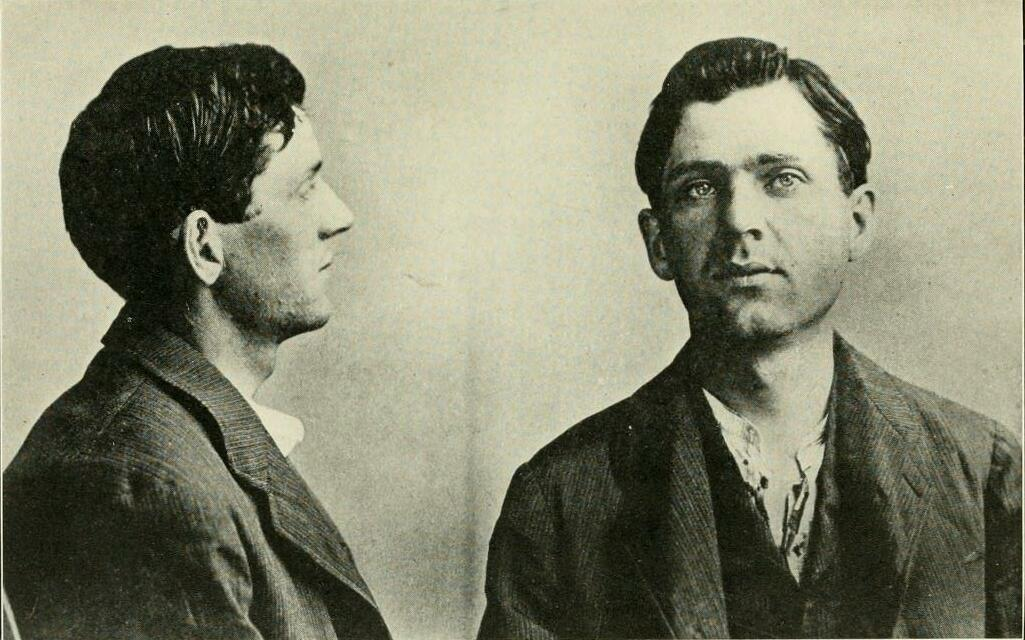
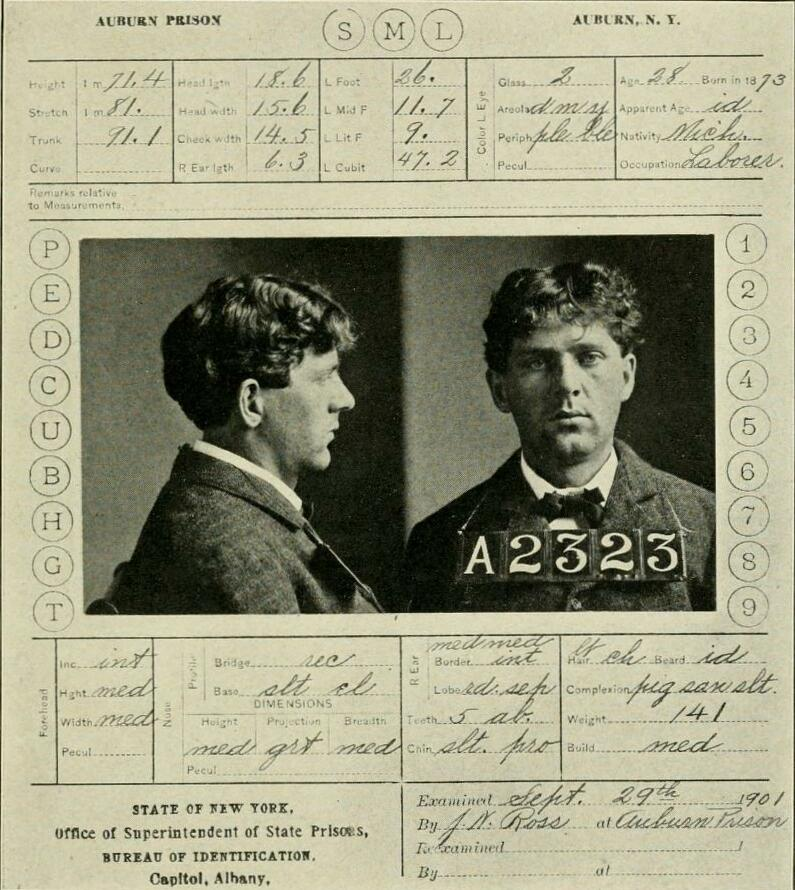
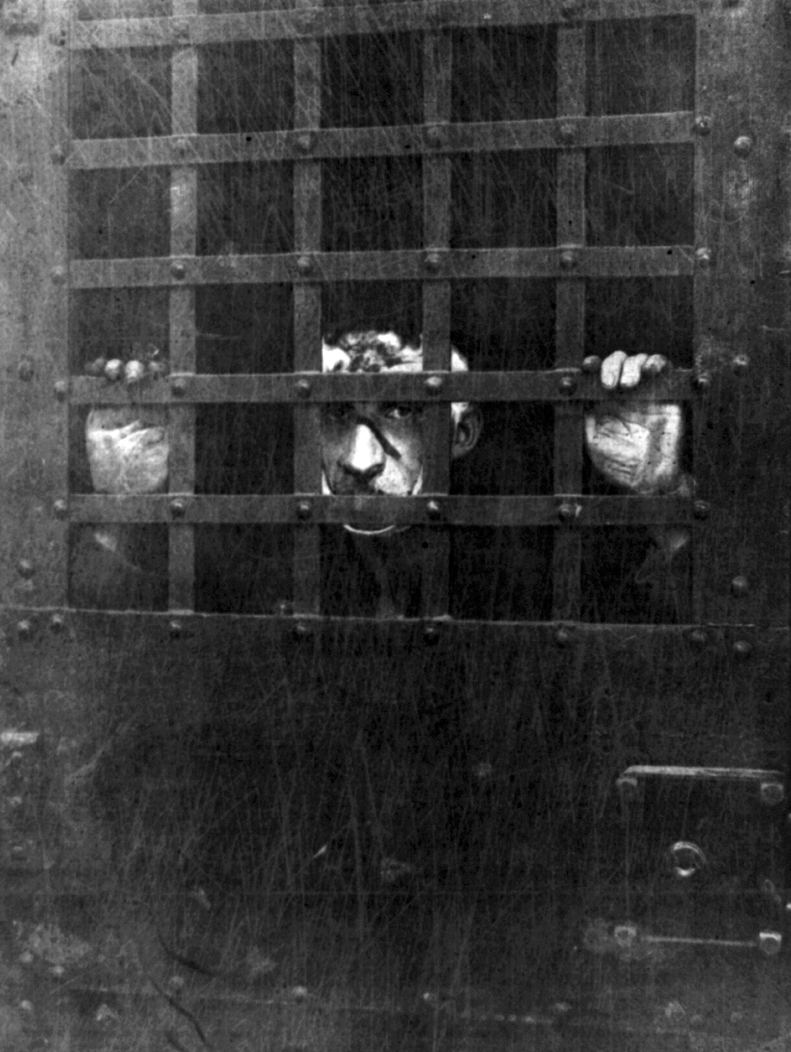